# Heribert Benz
Heribert Benz (* im 20. Jahrhundert; † 29. März 1997) war ein deutscher Rechtswissenschaftler, insbesondere Lebensmittelrechtler.
Heribert Benz wurde 1955 in Kiel mit der Arbeit Die rechtliche Stellung der Bundesrepublik Deutschland und der Deutschen Demokratischen Republik zum Deutschen Reich zum Dr. iur. promoviert. Er war Vorsitzender Richter am Oberlandesgericht Koblenz. Benz wurde 1993 zum Honorarprofessor für Lebensmittelstrafrecht an der Universität Trier ernannt. Er war Herausgeber der Sammlung Lebensmittelrechtlicher Entscheidungen sowie des Deutschen Lebensmittelbuches.
1977 wurde er in den Ritterorden vom Heiligen Grab zu Jerusalem aufgenommen. 

## Schriften
- Natur- und Umweltschutzrecht, Müller Heidelberg 1989, ISBN 3-8114-3788-7
- Lebensmitteltoxikologie, Springer Berlin 1989, ISBN 3-540-18671-9, zusammen mit Rainer Macholz, Hans-Jochen Lewerenz
- Deutsches Lebensmittelbuch, Carl Heymanns Verlag 1994, ISBN 978-3-452-16422-3

Sammlung
- Deutsches Lebensmittelbuch Band 1 – 31, Carl Heymanns Verlag Köln

Aufsätze
- Die neuere Rechtsprechung zum Lebensmittelrecht unter Berücksichtigung auch prozessualer Probleme, 1986
- Lebensmittelrecht im Spannungsverhältnis zwischen Strafrecht/Bußgeldrecht und Verwaltungsrecht, 1989
- Die Tätigkeit des Sachverständigen in Lebensmittelrechtsfällen, 1991